# 고황경
고황경(高凰京, 1909년 3월 6일~2000년 11월 2일)은 한국의 사회학자이며 대학교수이다. 아호는 바롬이다.

## 생애
세브란스의학전문학교 교수 고명우의 딸로 한성부에서 태어났다. 독립 운동가 김마리아는 외가쪽으로 먼 친척이 된다.
고황경의 가정은 4대째 개신교를 믿어온 집안 이었으며, 비교적 여유 있는 환경이었다. 경성여자고등보통학교, 일본의 도시샤 여자 전문학교를 졸업하고 미국에 유학했다. 석사 학위를 받고 귀국하여 이화여자전문학교 교수로 근무하면서 소녀 범죄에 대한 논문으로 미시간 주립대학교에서 박사 학위를 받았다.
이후 조선총독부의 조선부인문제연구회에 가담하면서 친일 단체에 참여하기 시작했다. 이 단체는 총독부의 정책을 홍보하고 계몽하는 여성 단체였으며 지역별로 순회 연사를 배당했는데, 고황경은 홍승원과 함께 호남 지역 강연을 담당했다. 역시 총독부에서 발족시킨 방송선전협의회의 방송 강좌에도 참가했고, 윤덕영의 부인 김복수가 회장을 맡은 애국금차회 간사와 조선임전보국단 임원으로서 태평양 전쟁 기간 중 연설과 좌담회로 전쟁을 적극 지원했다.
광복 후 1945년 경기여고 교장, 1946년 미군정의 보건후생부 부녀국장에 임명되었다. 언니인 고봉경은 이때 미군정 경무국의 초대 여경과장을 지냈다. 한국 전쟁 때 아버지인 고명우와 언니 고봉경은 납북되었다.
고황경은 한국 전쟁 이후 몇 년간 영국에 머물면서 활동하다가, 귀국하여1961년 장로교 교단의 오랜 숙원이던 서울여자대학교를 설립해 초대 학장과 명예총장을 맡았다. 대한어머니회 초대 회장, 한국 걸스카우트 연맹 단장, 대한민국학술원 종신회원을 역임했다.

## 사후
2002년 발표된 친일파 708인 명단에 포함되었고, 2008년 민족문제연구소에서 친일인명사전에 수록하기 위해 정리한 친일인명사전 수록예정자 명단의 교육/학술과 친일단체 부문에도 선정되었다. 2009년 친일반민족행위진상규명위원회가 발표한 친일반민족행위 705인 명단에도 포함되었다.
독신으로 살면서 제자들에게 많은 애정을 쏟아 존경을 받고 있으며, 서울여대는 고황경의 호를 딴 공동체식 교육 '바롬교육'을 필수 과정으로 운영하고 있기도 하다.

## 같이 보기
- 서울여자대학교
- 조선임전보국단

## 참고 자료
- 고황경 - 한국민족문화대백과사전
- 고황경 - 두산세계대백과사전
- 고황경 - 대한민국학술원
- 반민족문제연구소 (1993년 3월 1일). 〈고황경 : 황도정신 선양에 앞장 선 여성 사회학자 (장하진)〉. 《친일파 99인 2》. 서울: 돌베개. ISBN 9788971990124.
- 신문영 (2004년 3월 23일). “[역사적 사건과 신앙인물⑦] 故 고황경 서울여대 설립자”. 미래한국신문. 2008년 2월 6일에 확인함. |제목=에 지움 문자가 있음(위치 1) (도움말)[깨진 링크(과거 내용 찾기)]
- 조병래·임경구·전홍기혜 (2002년 3월 8일). “친일파 된 여성 교육선각자들 - <자료입수> 김활란 등 선각 여성 5인의 친일행적”. 프레시안. 2008년 2월 6일에 확인함.